# Procambarus
Procambarus är ett släkte sötvattenlevande kräftor i familjen Cambaridae. Släktet är uppdelat i sexton undersläkten (se Taxobox till höger), som alla förekommer i Nord- och Centralamerika. Merparten av arterna lever i sydöstra USA, men utbredningsområdet sträcker sig därifrån söderut till Belize och Guatemala, och österut till Kuba. Med sina cirka 160 arter är släktet ett av de allra talrikaste bland kräftorna.

## Arter (i urval)
| - Procambarus acherontis - Procambarus alleni - Procambarus angustatus - Procambarus apalachicolae - Procambarus attiguus - Procambarus barbiger - Procambarus brazoriensis - Procambarus clarkii - Procambarus cometes - Procambarus connus - Procambarus delicatus - Procambarus echinatus - Procambarus econfinae - Procambarus erythrops - Procambarus escambiensis - Procambarus ferrugineus - Procambarus fitzpatricki - Procambarus franzi - Procambarus gibbus | - Procambarus horsti - Procambarus lagniappe - Procambarus latipleurum - Procambarus leitheuseri - Procambarus milleri - Procambarus morrisi - Procambarus nechesae - Procambarus nigrocinctus - Procambarus nueces - Procambarus orcinus - Procambarus pecki - Procambarus pictus - Procambarus plumimanus - Procambarus pogum - Procambarus rathbunae - Procambarus reimeri - Procambarus steigmani - Procambarus texanus |